# Herman Hupfeld
Herman Hupfeld (Montclair (Nueva Jersey), Estados Unidos, 1 de febrero de 1894–ídem, 8 de junio de 1951) fue un compositor de canciones estadounidense. Su más notable composición fue "As Time Goes By" (célebre gracias a la película Casablanca, pero compuesta mucho antes). Otras canciones compuestas por él son "Sing Something Simple", "Let's Put Out The Lights (And Go To Sleep)", "When Yuba Plays The Rhumba On The Tuba", "Are You Making Any Money?", "Savage Serenade", "Down the Old Back Road", "A Hut in Hoboken", "Night Owl", "Honey Ma Love", "Baby's Blue","Untitled" y "The Calinda".
Los restos de Hupfeld se encuentran sepultados en el cementerio de Monte Hebrón en Montclair, Nueva Jersey.